# Sylvio Hoffmann
Sylvio Hoffmann Mazzi (Rio de Janeiro, 1908. május 15. – 1991. november 15.) korábbi német-olasz származású brazil labdarúgó-középpályás.

## Pályafutása
Pályafutását a Vasco da Gamában kezdte 1925-ben. A Rio de Janeiro-i klub elhagyása után a Fluminense, a São Cristovao, a Santos, a São Paulo  és Botafogo, valamint az uruguayi Peñarol csapatában játszott.
Az 1934-es világbajnokságon a nyolcaddöntőben játszott a spanyol válogatott elleni találkozón.

## Sikerei, díjai

### Klubcsapatokkal
Botafogo
- Carioca bajnokság: 1935[3]

Peñarol
- Uruguayi bajnokság: 1933[3]